# ГЕС Zhūzhōu
ГЕС Zhūzhōu (株洲航电枢纽) — гідроелектростанція у центральній частині Китаю в провінції Хунань. Знаходячись між ГЕС Dàyuándù (вище по течії) та ГЕС Zhǎngshā-Xiāngjiāng, входить до складу каскаду на річці Сянцзян, яка впадає до розташованого на правобережжі Янцзи великого озера Дунтін.
В межах проекту дві протоки річки перекрили бетонними водопропускними греблями висотою 31 метр та спільною довжиною 764 метра. З урахуванням насипних ділянок на розділяючому протоки острові (довжина 210 метрів) та на правобережжі загальна довжина споруди перевищує 1 км. Гребля утримує водосховище з об'ємом 474,3 млн м3 та припустимим коливанням рівня поверхні у операційному режимі між позначками 38,8 та 40,5 метра НРМ (під час повені рівень може зростати до 48,4 метра НРМ, а об'єм — до 1245 млн м3). По правобережжю проклали канал довжиною біля 1,7 км, в якому облаштували судноплавний шлюз із розмірами камери 180х23 метрів.
Інтегрований у греблю машинний зал станції обладнали п'ятьма бульбовими турбінами потужністю по 28 МВт, котрі використовують напір від 3 до 11,3 метра (номінальний напір 6,7 метра) та забезпечують виробництво 664 млн кВт-год електроенергії на рік.
Видача продукції відбувається по ЛЕП, розрахованій на роботу під напругою 220 кВ.